# Aeoliscus
Az Aeoliscus a sugarasúszójú halak (Actinopterygii) osztályába, ezen belül a pikóalakúak (Gasterosteiformes) rendjébe és a szalonkahal-félék (Centriscidae) családjába tartozó nem.

## Rendszerezés
A nembe az alábbi 2 faj tartozik:
- Aeoliscus punctulatus (Bianconi, 1854)
- Aeoliscus strigatus (Günther, 1861) - típusfaj

## Források

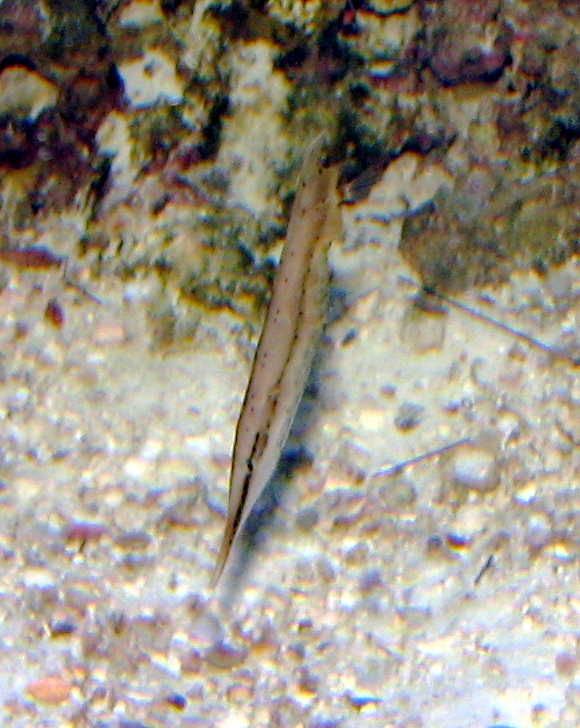
Aeoliscus punctulatus